# Сагдеев, Роальд Зиннурович
Роа́льд Зинну́рович Сагде́ев (тат. Роальд Зиннур улы Сәгъдиев/Roald Zinnur ulı Säğdiev; род. 26 декабря 1932, Москва) — советский и американский физик. Академик РАН, АН СССР (1968). В 1973—1988 гг. директор Института космических исследований АН СССР. Герой Социалистического Труда (1986). Депутат Верховного Совета СССР (1987—1989), народный депутат СССР (1989—1991).

## Биография
Родился в татарской семье. Его отец Зиннур Загирович Сагдеев (1906—1994) был партийным работником, в 1950—60-е годы — заместителем председателя Совета министров Татарской АССР; мать — Фахрия Каримовна Сагдеева (урождённая Идрисова, 1914—2000), учитель математики.
Когда ему было четыре года, семья переехала в Казань. Там он окончил среднюю школу № 19 с серебряной медалью, после чего в 1950 году поступил в Московский государственный университет, где окончил физфак. Ученик Д. А. Франк-Каменецкого и Льва Ландау. Тот хотел взять его к себе в ФИАН, где заведовал лабораторией, но Сагдеева после института распределяют под Челябинск, однако, это с помощью Ландау и Капицы не состоялось, Игорь Курчатов принял его на работу в Институт атомной энергии имени И. В. Курчатова. С 1961 по 1973 Р. З. Сагдеев работал в Институте ядерной физики Сибирского отделения АН СССР, возглавляя лабораторию теории плазмы. Защитил докторскую диссертацию в 1962 году на тему «Коллективные процессы и ударные волны в плазме». Был избран академиком АН СССР в 36 лет. Подвергался давлению за подписание писем советским властям против нарушений гражданских свобод в связи с процессами против диссидентов.
В 1968 году несколько десятков советских граждан подписали письма, адресованные властям СССР, в которых авторы протестовали против нарушений гражданских свобод в связи с процессами против диссидентов. Власти устроили гонения на подписавших, в том числе и тех, кто работал в Академгородке в Новосибирске. 36-летний Сагдеев предложил «выгнать всех из Академгородка, пусть идут грузить свинцовые чушки». Однако исследовавший этот вопрос Б. Шрагин показал, что горячее осуждение подписантов Сагдеевым от имени всего коллектива нужно было для того, чтобы подписантов не исключали из партии, что означало тогда получение «волчьего билета», не выгоняли с работы, и они, отделавшись выговором, могли продолжать работу на том же месте или, некоторые — перейти на другую работу, которую им помогли найти. Некоторые даже получили квартиры, на которые они до осуждения рассчитывать не могли, в обмен на переход на другую работу и т. д.
С 1973 по 1988 годы был директором Института космических исследований АН СССР. Занял эту должность как ведущий специалист страны в области физики плазмы. Затем — руководителем научно-методического центра аналитических исследований Института, главным научным сотрудником.
Был советником Генерального секретаря ЦК КПСС М. Горбачёва по вопросам космонавтики и военных космических систем, был советником на переговорах с США на высшем уровне в Женеве (1985), Вашингтоне (1987) и Москве (1988).
С 1990 года живёт в США, родине его второй супруги. Регулярно бывает в России.
Профессор (Distinguished Professor), директор Центра «Восток-Запад» Университета штата Мэриленд, США, эксперт НАСА, член Наблюдательного совета Международного Люксембургского форума по предотвращению ядерной катастрофы.
Член редакционной коллегии журнала «Письма в „Астрономический журнал“», член Главной редакционной коллегии информационных изданий ВИНИТИ, член редакционной коллегии библиотечки «Квант» (издательство «Наука»).
Академик РАН (1991, академик АН СССР с 1968 года, член-корреспондент АН СССР с 1964 года). Доктор физико-математических наук.
Иностранный член Национальной академии наук США (1987), Американской академии искусств и наук (1990), член Академии наук развивающихся стран (TWAS; 1987), иностранный член Шведской Королевской академии наук и Венгерской академии наук.
С 4 декабря 1990 года является членом Папской академии наук.
Роальду Сагдееву принадлежат труды по физике плазмы (ударные волны, процессы переноса, неустойчивости), проблеме управляемого термоядерного синтеза, космической физике.
Увлекается историей ислама, является автором книги на эту тему. Сквозной мыслью книги является мысль о том, что на планете сохранились ростки просвещённого ислама, а западная цивилизация может помочь исламскому миру развиваться в правильном направлении.
В 1992 году подписал «Предупреждение человечеству». В 2022 году выступил против вторжения России на территорию Украины.

## Семья
- Братья — Ренад (род. 1941), химик, академик (1997) и член президиума РАН; Роберт (1939—2009), преподаватель курса экономики в Казанском финансово-экономическом институте; Рустэм.
- Первая жена — Тэма Давидовна Франк-Каменецкая (род. 1932), дочь его научного руководителя, физика Д. А. Франк-Каменецкого, сестра физиков Альберта Франк-Каменецкого и Максима Франк-Каменецкого.
  - Дети — Анна и Игорь.
- В конце 1980-х годов, будучи в командировке в Соединённых Штатах, познакомился со своей второй женой — Сьюзен Эйзенхауэр[англ.], внучкой президента Дуайта Эйзенхауэра, матерью троих дочерей[5]. В 1990 году женился на ней[18]. В 2007 году пара развелась[15].

Называл одним из самых близких своих друзей С. П. Капицу.

## Награды и звания
- Герой Социалистического Труда (1986)
- Лауреат Ленинской премии (1984) — за работу по плазменной физике
- Награждён двумя орденами Ленина, орденами Октябрьской Революции и Трудового Красного Знамени
- Орден «Дружба» (18 декабря 2012 года, Азербайджан) — за особые заслуги в укреплении международных научных связей Азербайджанской Республики[20]
- Звание «Человек Года» (Франция, 1988)
- Tanner Lecturer[англ.]
- Медаль Тейта (Американский институт физики, 1992)
- Премия имени Этторе Майорана (Италия, 1993)
- Премия Лео Силарда (Американское физическое общество, 1995)
- Премия имени Максвелла[англ.] (Американское физическое общество, 2001)
- Мемориальная премия имени Карла Сагана[англ.] (Американское общество астронавтики, 2003)
- Орден «За заслуги перед Республикой Татарстан», 2013
- Золотая медаль Академии наук Республики Татарстан «За достижения в науке» (2013 год)[21].
- Премия Георгия Гамова (2016)
- Почётная награда Международного совета российских соотечественников и Правительства Москвы «Соотечественник года» (2003) — за вклад в мировую науку[22]
- Золотая медаль академии «Инженерная доблесть» (Азербайджан, 2015) — за плодотворное сотрудничество с нашей страной в космической сфере, а также за заслуги в укреплении и развитии международных связей между Азербайджаном и США[23]
- Золотая медаль имени Низами Гянджеви (2018)[24]

## Общественная позиция
В феврале 2022 подписал открытое письмо российских учёных и научных журналистов с осуждением вторжения России на Украину и призывом вывести российские войска с украинской территории.

## Научные статьи и книги
- Р. З. Сагдеев в журнале УФН
- А. А. Галеев, Р. 3. Сагдеев. Нелинейная теория плазмы, в сб.: Вопросы теории плазмы, вып. 7, М.: 1973
- Л. А. Арцимович, Р. З. Сагдеев. Физика плазмы для физиков. — М.: Атомиздат, 1979
- Г. М. Заславский, Р. З. Сагдеев Введение в нелинейную физику: от маятника до турбулентности и хаоса. — М., Наука, 1988. — 368 с.